# Unione Sportiva Milanese 1905-1906
Questa voce raccoglie le informazioni riguardanti l'Unione Sportiva Milanese nelle competizioni ufficiali della stagione 1905-1906.

## Stagione
La U.S. Milanese accoglie i giocatori Paolo Besana, Emilio Colombo e Felice Pinardi del defunto Sempione

## Divise
La maglia utilizzata per gli incontri di campionato a quadri bianche e nere.
| Manica sinistra · Maglietta · Maglietta · Manica destra · Pantaloncini · Calzettoni |

## Organigramma societario
Area direttiva
- Presidente: Romolo Buni

Area tecnica
- Allenatore: Commissione tecnica

## Rosa
| N. |                   | Ruolo | Calciatore          |
| -- | ----------------- | ----- | ------------------- |
|    | Italia (bandiera) | P     | Mario De Simoni     |
|    | Italia (bandiera) | P     | Eugenio Francesconi |
|    | Italia (bandiera) | D     | Leonardo Acquati    |
|    | Italia (bandiera) | D     | Emilio Colombo      |
|    | Italia (bandiera) | D     | Carlo Magno Magni   |
|    | Italia (bandiera) | D     | Giovanni Massaroni  |
|    | Italia (bandiera) | D     | Maurizio Masserano  |
|    | Italia (bandiera) | D     | Umberto Meazza      |
|    | Italia (bandiera) | D     | Attilio Pirovano    |
|    | Italia (bandiera) | D     | Mario Zenoni        |
|    | Italia (bandiera) | C     | Armando Cremonesi   |
|    | Italia (bandiera) | C     | Leopoldo Ghinelli   |

| N. |                   | Ruolo | Calciatore         |
| -- | ----------------- | ----- | ------------------ |
|    | Italia (bandiera) | C     | Mario Ghinelli     |
|    | Italia (bandiera) | C     | Armando Morbelli   |
|    | Italia (bandiera) | C     | Felice Pinardi     |
|    | Italia (bandiera) | A     | Paolo Besana       |
|    | Italia (bandiera) | A     | Pietro Bisaghi     |
|    | Italia (bandiera) | A     | Arturo Boiocchi    |
|    | Italia (bandiera) | A     | Luigi Ferini       |
|    | Italia (bandiera) | A     | Alfredo Franziosi  |
|    | Italia (bandiera) | A     | Mario Frigerio     |
|    | Italia (bandiera) | A     | Agostino Recalcati |
|    | Italia (bandiera) | A     | Franco Varisco     |

## Calciomercato
| Acquisti | Acquisti       | Acquisti | Acquisti   |
| R.       | Nome           | da       | Modalità   |
| -------- | -------------- | -------- | ---------- |
| D        | Emilio Colombo | Sempione | definitivo |
| A        | Paolo Besana   | Sempione | definitivo |

| Cessioni | Cessioni | Cessioni | Cessioni |
| R.       | Nome     | a        | Modalità |
| -------- | -------- | -------- | -------- |

## Risultati

### Prima Categoria

#### Eliminatoria lombarda
| Arbitro: | Bosisio (Milano) |

|                                  |           |                            |
| Pedroni Giger Malvano Widmer 90’ | Marcatori | Boiocchi Franziosi Varisco |

| Arbitro: | Suter (Milano) |

|           |           |                  |
| Cremonesi | Marcatori | 15’ Widmer Rizzi |

### Palla Dapples

#### Finale
| Arbitro: | Suter (Milano) |

|                         |           |  |
| Widmer 9’ Pedroni 20’ ? | Marcatori |  |

## Statistiche

### Statistiche di squadra
| Competizione    | Punti | In casa | In casa | In casa | In casa | In casa | In casa | In trasferta | In trasferta | In trasferta | In trasferta | In trasferta | In trasferta | Totale | Totale | Totale | Totale | Totale | Totale | DR |
| Competizione    | Punti | G       | V       | N       | P       | Gf      | Gs      | G            | V            | N            | P            | Gf           | Gs           | G      | V      | N      | P      | Gf     | Gs     | DR |
| --------------- | ----- | ------- | ------- | ------- | ------- | ------- | ------- | ------------ | ------------ | ------------ | ------------ | ------------ | ------------ | ------ | ------ | ------ | ------ | ------ | ------ | -- |
| Prima Categoria | 0     | 1       | 0       | 0       | 1       | 1       | 2       | 1            | 0            | 0            | 1            | 3            | 4            | 2      | 0      | 0      | 2      | 4      | 6      | -2 |
| Palla Dapples   | -     | 0       | 0       | 0       | 0       | 0       | 0       | 1            | 0            | 0            | 1            | 0            | 6            | 1      | 0      | 0      | 1      | 0      | 6      | -6 |
| Totale          | 0     | 1       | 0       | 0       | 1       | 1       | 2       | 2            | 0            | 0            | 2            | 3            | 10           | 3      | 0      | 0      | 3      | 4      | 12     | -8 |

### Statistiche dei giocatori
| Giocatore     | Prima Categoria | Prima Categoria |
| Giocatore     | Presenze        | Reti            |
| ------------- | --------------- | --------------- |
| P. Besana     | 0               | 0               |
| A. Boiocchi   | 2               | 1               |
| E. Colombo    | 0               | 0               |
| A. Cremonesi  | 2               | 1               |
| M. De Simoni  | 2               | -6              |
| A. Franziosi  | 2               | 1               |
| M. Ghinelli   | 0               | 0               |
| C. M. Magni   | 0               | 0               |
| G. Massaroni  | 0               | 0               |
| M. Masserano  | 2               | 0               |
| U. Meazza     | 2               | 0               |
| A. Morbelli I | 2               | 0               |
| F. Pinardi    | 2               | 0               |
| A. Pirovano   | 2               | 0               |
| A. Recalcati  | 2               | 0               |
| F. Varisco    | 2               | 1               |